# 사회 배당
사회 배당(社會配當)은 자본이나 생산수단, 자원의 이익을 구성원에게 돌려주는 것이다.
사회 배당은 사회주의 경제에서 사회가 소유한 자본 자산과 천연 자원에 대한 수익이다. 이 개념은 특히 사회가 소유한 자본과 천연 자원의 개인 몫을 대표하는 공기업에서 발생하는 재산 소득에서 파생된 각 시민에게 배당금 지급의 형태를 취하는 시장 사회주의의 핵심 특성으로 나타난다.
사회 배당 개념이 아직 대규모로 적용되지는 않았지만 유사한 정책이 제한적으로 채택되었다. 구소련형 경제와 비사회주의 국가 모두에서 수익을 창출하는 국영 기업의 순이익은 정부가 다양한 공공재와 서비스에 자금을 조달하기 위해 직접 지출하는 공공 수입원으로 간주되었다.
사회 배당의 개념은 보편적 기본소득 보장의 개념과 중복되지만, 사회 배당은 생산적 자산에 대한 사회적 소유를 의미하는 반면 기본소득은 반드시 사회적 소유를 의미하는 것은 아니며 사회보장을 통해 자금을 조달할 수 있다는 점에서 기본소득과 구별된다. 소스의 훨씬 더 넓은 범위. 기본소득과 달리 사회 배당 수익률은 사회적 소유경제의 성과에 따라 달라진다. 사회 배당은 기본 소득에 대한 사회주의적 유사체로 간주될 수 있다. 최근에는 보편적 기본 배당(UBD)이라는 용어가 사회 배당 개념과 기본 소득을 대조하는 데 사용되었다.

## 같이 보기
- 시민배당
- 국가혁명배당금당